# Mercè Molist i Ferrer
Mercè Molist i Ferrer (Manlleu, 1969) és una periodista catalana. Llicenciada en Ciències de la Informació per la Universitat Autònoma de Barcelona. És col·laboradora habitual de diversos mitjans sobre temes de tecnologia, informàtica, seguretat, i un referent en l'estudi de l'activitat dels furoners (hackers) i relacionats.

## Trajectòria
Va formar part des de 1996 de Fronteras Electrónicas, (FrEE), que va ser la primera organització a defensar els drets digitals i la llibertat d'expressió a Internet a Espanya i que més endavant es va transformar en el capítol espanyol de Computer Professionals for Social Responsability.
Vinculada per la seva professió amb la comunitat dels furoners espanyols, va treballar durant el 2000 a traspassar els hackmeetings italians a l'estat espanyol; aquell any va participar en la coordinació del primer, que es va celebrar a Barcelona, en el centre okupat Les Naus. Dels grups de treball dels hackmeetings van néixer els hacklabs. El 2008 va posar en marxa un wiki, Hack Story, on recopila informació històrica sobre cultura hacker. A partir d'aquí va escriure el 2013 el llibre Hackstory.es, la historia jamás contada del underground informático en la Península Ibérica.
Des de l'any 2002 distribueix els seus articles periodístics (i la majoria de la seva producció literària) utilitzant una llicència que permet la seva lliure distribució, traducció i còpia (copyleft). El 2004, l'agència Servimedia va vendre un article seu com si fos elaborat per la mateixa agència. Molist va denunciar per les xarxes la violació de la seva llicència copylefti que no havia rebut resposta als burofax enviats als mitjans que l'havien publicat. Els advocats Carlos Sánchez Almeida i Javier Mestre, pioners en copyleft i llibertats digitals, van intervenir en favor seu. El cas es va resoldre a favor de Molist sense arribar als tribunals: Servimedia va rectificar públicament i va explicar el seu error.
Mercè Molist també ha conreat la literatura. Ha guanyat un parell de premis de poesia i contes al llarg de la seva vida i és autora d'una breu novel·la, Cançó de Valeriana (Edicatsa, 1993). Molts dels seus texts literaris s'ofereixen gratuïtament a la seva pàgina web.
L'any 1991 va guanyar el Premi de Contes Alambor amb La traïció. El 1995 va col·laborar en una obra col·lectiva en defensa del riu Ter (El Ter: un riu per viure-hi, ISBN 84-605-4102-9) L'any 2006 va publicar el llibre Ciber@vis. Manual d'Internet per a joves de més de 50 anys (ISBN 84-8330-368-X). El 2014 va editar el llibre digital Hackstory.es, gràcies a una campanya de micromecenatge. El 2015 va publicar un llibre, escrit juntament amb el catedràtic Manel Medina, sobre seguretat informàtica a Internet: Cibercrimen (ISBN 978-84-16204-82-3).